# Shubman Gill
Shubman Gill (Hindi शुभमन गिल; * 8. September 1999 in Fazilka, Indien) ist ein indischer Cricketspieler, der seit 2019 für die indische Nationalmannschaft spielt.

## Kindheit und Ausbildung
Gill spielte schon als Kleinkind vorwiegend mit dem Cricket-Schläger und Ball. Sein Vater, der selbst nicht die Möglichkeiten hatte Cricket professionell zu spielen förderte seinen Sohn. Um bessere Trainingsbedingungen zu haben zog die Familie 2007 nach Mohali. In seiner Jugend spielte er fast durchgehend eine Altersklasse höher als er eigentlich einzuordnen war. Vom indischen Verband wurde er in der Saison 2013/14 und 2014/15 jeweils als bester Junioren-Cricketspieler ausgezeichnet. Im Februar 2017 wurde er als Spieler der Serie bei der U19-Serie gegen England ausgezeichnet. Bei der ICC U19-Cricket-Weltmeisterschaft 2018 nahm er als Vize-Kapitän der indischen Mannschaft teil, die den Weltmeistertitel gewinnen konnte. Dabei wurde er als Spieler des Turniers ausgezeichnet.

## Aktive Karriere
Sei Debüt im First-Class-Cricket erfolgte in der Ranji Trophy 2017/18 für Punjab. Nachdem er bei der U19-Weltmeisterschaft überzeugt hatte, wurde er von den Kolkata Knight Riders für INR 1,8 crore (280.000 US-Dollar) für die Indian Premier League 2018 gedraftet. Sein Debüt in der Nationalmannschaft folgte dann im Januar 2019 bei der ODI-Serie in Neuseeland. Jedoch konnte er sich zunächst nicht etablieren und es dauerte bis Dezember 2020, bis er dort wieder zum Einsatz kam. In Australien gab er dann sein Test-Debüt und in seinem zweiten (50 Runs) und dritten Test (91 Runs) gelang ihm jeweils ein Fifty. Bei der darauffolgenden Test-Serie gegen England gelang ihm ein weiteres Fifty über 50 Runs. Er war dann im Sommer Teil der Mannschaft im Finale der ICC World Test Championship 2019–2021, wo er Neuseeland unterlag. Im November folgte im ersten Test gegen Neuseeland ein weiteres Fifty über 52 Runs. Im Juli 2022 kehrte er dann auch wieder ins ODI-Team zurück und erreichte zwei Fifties (64 und 98* Runs) in den West Indies, wofür er als Spieler der Serie ausgezeichnet wurde. Danach folgte in Simbabwe erst ein Fifty und dann sein erstes internationales Century über 130 Runs aus 97 Bällen, wobei er wieder ausgezeichnet wurde.
Im November 2022 folgte in der ODI-Serie in Neuseeland ein weiteres Fifty über 50 Runs. Daraufhin folgte in Bangladesch sein erstes Test-Century über 110 Runs aus 152 Bällen. Zu Jahresbeginn absolvierte er sein Twenty20-Debüt gegen Sri Lanka. In der zugehörigen ODI-Serie folgte ein Fifty (70 Runs) und ein Century über 116 Runs aus 97 Bällen. Darauf folgte ein Double Century über 208 Runs aus 149 Bällen und ein weiteres Century (112 (78)) gegen Neuseeland, wofür er als Spieler der Serie ausgezeichnet wurde. Auch folgte in der Twenty20-Serie der Tour im dritten Spiel ein Century über 126* Runs aus 63 Bällen. Im März kam dann Australien nach Indien, wobei ihm im zweiten Test ebenfalls ein Century (128 (235)) gelang.